# Daniel Solà i Vila
Daniel Solà i Vila   (Vic, 3 de gener de 1976), més conegut com a Dani Solà, és un pilot de ral·lis català. Ha estat campió del Món de Ral·lis júnior (2002), campió d'Espanya de Ral·lis d'asfalt (2006) i campió d'Espanya de Ral·lis de terra (2007).

## Trajectòria esportiva

### Inicis
Solà debutà en competició l'any 1996 amb un Peugeot 205 Rallye del Volant RACC-Desafío Peugeot en el Campionat de Catalunya de ral·lis. L'any següent es classificà 3r absolut en el Volant RACC-Desafío Peugeot, aquest cop amb un Peugeot 106 Rallye fase 1. Finalment, l'any 1998 aconseguiria guanyar el títol del Volant RACC-Desafío Peugeot, amb sis victóries en els sis ral·lis en què prengué part.
El 1999 participa en el Campionat d'Espanya de Ral·lis de Terra, finalitzant com a subcampió del Trofeu Júnior de la Copa Eivissa de terra. També participà en el Desafío Peugeot d'asfalt estatal.
L'any 2000 participà en els campionats estatals tant d'asfalt com de terra, finalitzant l'any com a subcampió de dos rodes motrius a la terra i com a campió de la categoria dièsel a l'asfalt. Aquest resultats li permeteren l'any següent de convertir-se en pilot del RACC Motor Sport.
Amb el RACC Motor Sport es proclama vencedor de la categoria F-3 en el Campionat d'Espanya d'Asfalt amb un Citroën Saxo kit car. També participa en l'estatal de terra amb un Seat Cordoba WRC, finalitzant cinquè al final de la temporada. Aquest mateix any disputa la seva primer aprova del Mundial de Ral·lis, concretament el Ral·li de Gal·les, finalitzant entre els primers de la seva categoria.

### WRC
El 2002 Dani Solà fa un gran salt de qualitat, amb un Citroën Saxo S1600 és proclama Campió Mundial de Ral·lis júnior per a pilots més joves de 28 anys. L'any següent participa en el Campionat Mundial de Ral·lis de producció amb un Mitsubishi Lancer Evo VII.
Els seus bons resultats permeten a Solà l'any 2004 formar part de l'equip oficial Mitsubishi en el Campionat Mundial de Ral·lis, aconseguint com a millor resultat un 6é lloc al Ral·li de Catalunya.

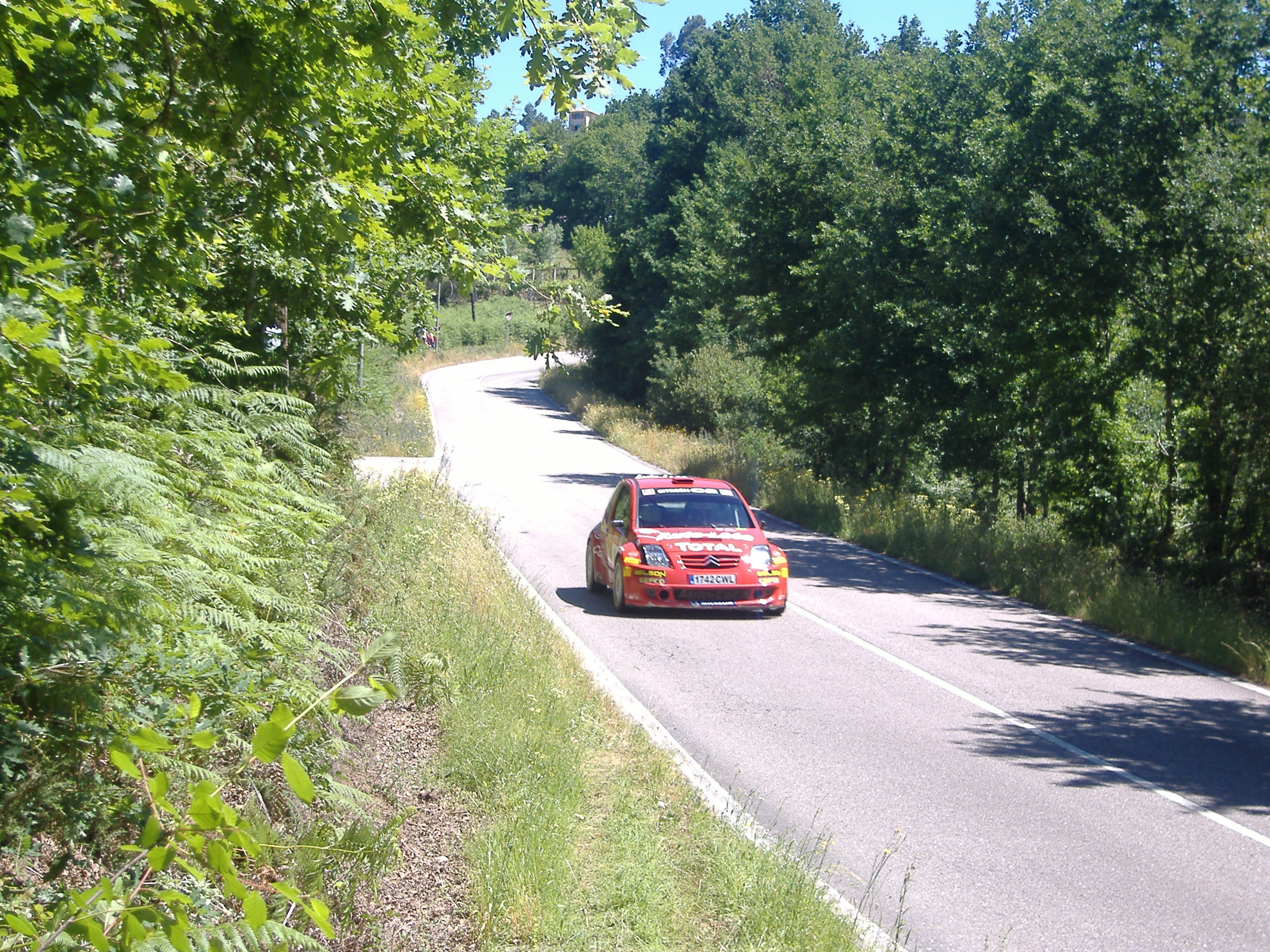
Al Ral·li Rias Baixas el 2006

L'any 2005 és pilot oficial de l'equip BP Ford conduint un Ford Focus WRC amb el qual no aconsegueix cap bon resultat final malgrat fer grans actuacions parcials, fet que condemna a Solà a quedar-se sense volant oficial de cara al Mundial 2006.

### Retorn al Campionat d'Espanya
Sense volant oficial pel Mundial, Solà retorna al Campionat d'Espanya de Ral·lis d'Asfalt de la mà de l'equip oficial Citroën a bord d'un Citroën C2 S1600, amb què es proclama Campió d'Espanya per davant de Miguel Fuster i Sergio Vallejo. Paral·lelament es proclama subcampió del Campionat d'Espanya de Terra amb un Mitsubishi Lancer privat.
El 2007, Dani Solà participa en el certamen Intercontinental Rally Challenge, amb un Honda Cívic de l'equip semioficial d'Honda, però no aconsegueix resultats destacats. Paral·lelament es proclama Campió d'Espanya de Ral·lis de Terra amb un Mitsubishi Lancer Evo IX.
L'any 2008, aquest cop a bord d'un Fiat Grande Punto, Dani tornà a prendre part de l'Intercontinental Rally Challenge on no aconseguí bons resultats i tan sols disputà quatre proves del certamen.